# 국제백신이니셔티브
국제에이즈백신이니셔티브(International AIDS Vaccine Initiative)는 HIV 감염과 에이즈를 예방하기 위한 백신 개발을 가속화하기 위해 노력하는 글로벌 비영리 공공 및 민간 파트너십이다.  IAVI는 백신 후보물질을 연구 및 개발하고, 정책 분석을 수행하며, HIV 예방 분야의 옹호자 역할을 하며, 시험 과정과 에이즈 백신 교육에 지역사회를 참여시킨다. 조직은 새로운 에이즈 예방 도구의 필요성을 강조하면서 기존의 HIV 예방 및 치료 프로그램을 지원하는 HIV 및 에이즈에 대한 포괄적인 접근 방식을 취한다. 또한 미래의 백신이 필요한 모든 사람이 접근할 수 있도록 보장하기 위해 노력한다.

## 역사
1994년 록펠러 재단은 이탈리아 벨라지오에서 에이즈 연구자, 백신학자, 공중보건 관계자, 자선단체 대표들로 구성된 국제회의를 개최하여 HIV/AIDS 백신 개발이 당면한 과제를 평가하고 연구에 박차를 가할 수 있는 방안을 모색했다.
국제에이즈백신이니셔티브는 전염병학자 세스 버클리가 예방적 에이즈 백신 개발과 전 세계 보급을 가속화한다는 사명으로 1996년에 설립했다.
2023년 2월, 무함마드 알리 파테는 저소득 국가에서 백신을 제공하기 위해 일하는 백신 동맹(Gavi)의 회장으로 임명되었다.

## 활동
IAVI의 과학 팀은 주로 민간 산업에서 선발된 에이즈 백신 후보물질을 연구 개발하고 100개 이상의 학술, 생명공학, 제약 및 정부 기관과의 파트너십을 통해 임상 시험 및 연구에 참여하고 있다.
2009년 9월, IAVI가 이끄는 세계적인 연구자 그룹은 다양한 HIV 변이체에 대한 두 개의 매우 강력한 광범위 중화 항체인 PG9와 PG16을 식별하는 연구를 사이언스 저널에 발표했다. 연구 결과 PG9과 PG16이 부착된 바이러스의 부위에서 HIV에 대한 취약성이 드러났다. PG9과 PG16은 10여 년 만에 발견된 HIV에 대한 새로운 광범위 중화 항체로 2006년부터 시작된 전세계적인 노력의 결과이다.

## 협력
AIDS 백신 개발의 주요 장애물을 해결하기 위해, IAVI는 전세계의 HIV 연구자들과 협력한다. 그곳의 중화항체 센터는 HIV에 대한 광범위한 중화항체를 발견하고 이해하고 백신 설계에 그 지식을 사용하는 데 전념하는 네트워크이다.
IAVI는 에이즈 백신을 위해 노력하는 독립적인 단체들의 연합인 글로벌HIV백신엔터브라이즈의 창립 멤버이다.또한 시민 사회 단체 및 기타 단체와 협력하여 에이즈 백신 개발을 위해 공동으로 지지하고 있으며, 개발도상국의 생명을 구하는 기술에 대한 긴급한 필요성에 대한 인식을 높이는 것을 목표로 하는 30개 이상의 비영리 단체의 연합인 세계보건기술연합의 회원이다.

## 후원
IAVI의 업무는 다음과 같은 기부자들에 의해 자금이 지원된다: 빌 & 멜린다 게이츠 재단, 전염병 대비 혁신 연합, 덴마크 외무부, 아일랜드 원조, 일본 재무성과 세계 은행, 네덜란드 외무부, 영국 국제 개발처, 그리고 미국 국제 개발처.

## 같이 보기
- 국제 백신 연구소
- 임상 실험
- 중화 항체